# Liste von Denkmalen, Gedenksteinen und Steinkreuzen in Ruhland
Diese Liste erfasst Gedenkstätten, Denkmale, Gedenksteine und Steinkreuze sowie historisch bedeutende Grenzsteine in Ruhland mit Ortsteil Arnsdorf, unabhängig davon, ob diese unter Denkmalschutz stehen (in amtlichen Listen erfasst sind).
Gedenkbäume sind in der Liste der Gedenkbäume in Ruhland.

## Steinkreuze und Kreuzsteine
Diese Liste ist ein Auszug aus der Liste der Steinkreuze und Kreuzsteine im Landkreis Oberspreewald-Lausitz und ist teilweise sortierbar.
In der Spalte H ist die Höhe, in der Spalte B die Breite und in der Spalte S die Stärke des Steinkreuzes, jeweils in Zentimetern, angegeben. Die übrigen Spaltennamen sind selbsterklärend.
| Ort     | Lage                                                    | Form                                  | Material               | Ausrichtung | H  | B  | S  | Bemerkungen | Bild |
| ------- | ------------------------------------------------------- | ------------------------------------- | ---------------------- | ----------- | -- | -- | -- | --- | ---- |
| Ruhland | Karte Dresdner Straße unweit der Einmündung Kreuzstraße | Kopf, Arme, Schaft zur Mitte verjüngt | Granit                 | Nord-Süd    | 88 | 62 | 20 | Schaft gebrochen, mit Manschette geklammert; weitere Angaben bei www. suehnekreuz.de etwa 1475 errichtet              |      |
| Ruhland | rechts neben dem anderen Steinkreuz                     | –                                     | Sandstein, quarzitisch | –           | –  | –  | –  | nur als Fragment erhalten; stand ursprünglich am Nordwestausgang von Guteborn; weitere Angaben bei www.suehnekreuz.de |      |

## Grenzstein
| Ortsteil | Lage  | Bild                                                | Bezeichnung                                         | Jahr | Beschreibung |
| -------- | ----- | --------------------------------------------------- | --------------------------------------------------- | ---- | --- |
| Ruhland  | Karte | Grenzstein Provinzgrenze Brandenburg-Schlesien 1825 | Grenzstein Provinzgrenze Brandenburg-Schlesien 1825 | 1825 | Grenzstein Provinzgrenze Brandenburg-Schlesien 1825, Uferdamm der Schwarzen Elster bei Ruhland gegenüber vom „Zollhaus“, an der L 55 |

## Denkmale, Gedenksteine und Gedenkstätten
In dieser Tabelle ist Jahr das Jahr der Fertigstellung.
| Ortsteil              | Lage  | Bild | Bezeichnung                                                               | Jahr       | Beschreibung |
| --------------------- | ----- | --- | ------------------------------------------------------------------------- | ---------- | --- |
| Ruhland               | Karte | ehemaliges Bismarck-Denkmal, 1945 zerstört                                                                      | ehemaliges Bismarck-Denkmal                                               | 1895       | Otto von Bismarck zu seinem 80. Geburtstag vom Heimatverein Ruhland gewidmet; gegenüber der Oberpfarre auf dem Kirchplatz wurde im April eine Eiche gepflanzt und am 9. Juni ein 2 ½ m hohes Denkmal aus Sandstein eingeweiht. Das Denkmal trug vorn eine Plakette mit dem Porträt und die Aufschrift „1. April 1895“. Auf der Rückseite stand „Dem großen Kanzler“. Das Denkmal wurde 1945 abgetragen. |
| Ruhland               | Karte | Gedenkstein für neun sowjetische sowie ein Grabstein für einen niederländischen Zwangsarbeiter auf dem Friedhof | Gedenkstein für Zwangsarbeiter Zweiter Weltkrieg auf dem Friedhof         | >1945      | Gedenkstein für neun sowjetische sowie ein Grabstein für einen niederländischen Zwangsarbeiter auf dem Friedhof von Ruhland |
| Ruhland               | Karte | weitere Bilder                                                                                                  | Gedenkstele auf dem Friedhof                                              | >1950      | Gedenkstele auf dem Friedhof; zum Gedenken der Opfer von Krieg und Gewalt während des Zweiten Weltkriegs; auch zur Erinnerung an die Toten des Zwangsarbeiterlagers, die vom 5. Juli 1944 bis zum 16. April 1945 bei der Brabag Zwangsarbeit verrichten mussten (auf dem Werksgelände der Firma befand sich ein Außenlager des KZ Sachsenhausen). Auf dem inzwischen eingeebneten Gräberfeld bei der Stele liegen im Ruhlander Lazarett und zu Hause verstorbene Soldaten, Opfer von Bombenangriffen und andere Gewaltofer des Krieges. Einige – wie 12 Opfer des 1. Bombenangriffs am 24. August 1944 – sind namentlich genannt. |
| Schönburgsau          | Karte | weitere Bilder                                                                                                  | Geschwister-Scholl-Gedenkstein                                            | 2016       | Der Geschwister-Scholl-Gedenkstein am Geschwister-Scholl-Weg wurde vom Parkaktiv 2015 beauftragt und 2016 am Schwarzwasser/Anfang „Heldenhain“ aufgestellt, um an die Namensgeber des Weges und ihren Kampf für Toleranz zu erinnern. Der Stein steht vor einem Hintergrund aus Eiben, die 2015 gepflanzt wurden. Neben dem Gedenkstein befindet sich eine Informationsstele aus schwarzem Granit mit Stiftungsvermerk und einem QR-Code, über welchen sich im mobilen Internet weitere Informationen zu den Geschwistern Scholl in der deutschsprachigen Wikipedia abrufen lassen (siehe auch: QRpedia). Ausführung: Steinmetz Jens-Peter Stoyan, (Rose aus Marmor Barbara Seidl-Lampa) Entwurf: Parkaktiv, maßgeblich Barbara Seidl-Lampa Gedenkstein und „Eiben-Eck“ wurden am 15. Juli 2016 eingeweiht |
| Ruhland               | Karte | weitere Bilder                                                                                                  | Geschwister-Scholl-Gedenkstätte                                           | 2005, 2016 | Geschwister-Scholl-Gedenkstätte auf dem Schulhof der Geschwister-Scholl-Schule, Dresdener Str. 9; 2005 wurde ein Gedenkstein mit Schrift aufgestellt; 2016 Umgestaltung, Aufstellung einer Metallstele mit Profil zugewandter Gesichter (Bild) |
| Schönburgsau          | Karte | weitere Bilder                                                                                                  | Kreuz im „Heldenhain“                                                     | 1922       | Das Kreuz im „Heldenhain“ am Geschwister-Scholl-Weg wurde 1922 aufgestellt und am 26. März geweiht. Es ist ein Denkmal für die im Ersten Weltkrieg gefallenen Ruhlander Bürger, die nach Todesjahr am Sockel namentlich genannt sind. Sockel und Kreuz wurden zwischenzeitlich mehrmals ausgebessert. 2015 wurde im Auftrag des Heimatvereins die Schrift restauriert, eine Verblechung und eine neue Einfassung angebracht. |
| Ruhland               | Karte | weitere Bilder                                                                                                  | Krieger-Denkmal Germania                                                  | 1875       | Germania-Denkmal zwischen Kirchplatz und Bahnhofstraße; 1875 eingeweiht für die 1866 und 1870/71 Gefallenen (Text auf der Nordseite des Sockels: „Dem Andenken ihrer in den Jahren 1866 u. 1870/71 im Kampf für das Vaterland gefallenen sowie zurückgekehrten Krieger; in dankbarer Erinnerung gewidmet von der Parochie Ruhland, 1875“, Namen auf Ost- und Westseite); nach 1945 auf der Südseite der Text: „Die Toten der beiden Weltkriege mahnen zum Frieden“ |
| Arnsdorf              | Karte | weitere Bilder                                                                                                  | Kriegs- und Gewaltopfer-Denkmal Arnsdorf                                  | 1918       | Kriegs- und Gewaltopfer-Denkmal auf dem Friedhof Arnsdorf; auf 2 Tafeln Namen der im Ersten Weltkrieg gefallenen Arnsdorfer (nach 1918 angebracht) sowie Namen der Kriegs- und Gewaltopfer im Zweiten Weltkrieg (nach 1945 angebracht). |
| Ruhland               | Karte | Kriegs- und Gewaltopfer-Gedenktafeln Kirche Ruhland                                                             | Gedenktafeln in der Kirche für Opfer des 1. und 2. Weltkriegs             | 1918       | Gedenktafeln in der evangelischen Kirche Ruhland (Nordeingang); Mitte für Opfer des 2. Weltkrieges (1984); links für im Ersten Weltkrieg Gefallene (namentlich genannt) aus Ruhland, rechts für im Ersten Weltkrieg Gefallene (namentlich genannt) aus Arnsdorf, Biehlen, Guteborn, Jannowitz, Naundorf und Schwarzbach |
| Schönburgsau          | Karte | Moltke-Denkmal                                                                                                  | Moltke-Denkmal am Geschwister-Scholl-Weg                                  | 1893       | Das Moltkedenkmal wurde 1893 am Ende der damaligen Moltke-Allee (verlängerte Fischerstraße) aufgestellt und 1938 im Zuge des Autobahnbaus hinter den Sportplatz auf ein Stufenpodest umgesetzt. Nach 1945 verschwanden die Plakette mit dem Porträt und die Kugel. Die Kugel wurde wieder aufgefunden und eine neu gegossene Plakette wurde angebracht (2019). |
| Ruhland (Ortsausgang) | Karte | weitere Bilder                                                                                                  | Mordweg-Stein                                                             | >≈1905     | Der Mordweg-Stein steht auf einem Pfad nach Arnsdorf (seitdem „Mordweg“ genannt), auf dem der 15-jährige Bauernsohn Paul Skadock aus Arnsdorf am 18. März 1905 auf dem abendlichen Heimweg wegen seines Arbeitslohns erstochen wurde. „Lauchhammer. Der in der Brikettfabrik beschäftigt gewesene, 15 Jahre alte Arbeiter Paul Skadock aus Arnsdorf bei Ruhland wurde neben dem Wege zwischen diesen beiden Orten ermordet aufgefunden. Der Leichnam weist mehrere Stiche am ganzen Körper auf, der Hals ist durchschnitten, über letztere Wunde war ein Taschentuch gebunden. Der Ermordete war mit dem Zuge von hier gekommen, in Ruhland ausgestiegen und hernach in der Glashüttenschenke gesehen worden.“ Der Gedenkstein wurde im November 2002 mit einer neuen Plastiktafel versehen, die in den Folgejahren zerstört und entfernt wurde. Weitere Bilder und Angaben bei www.suehnekreuz.de. Die Tafel wurde im Herbst 2021 durch das Parkaktiv Ruhland e.V. erneuert |
| Schönburgsau          | Karte | Prinzess-Luisen-Gedenkstein                                                                                     | Prinzess-Luisen-Gedenkstein am Geschwister-Scholl-Weg                     | 2015       | Der Prinzess-Luisen-Gedenkstein wurde vom Heimatverein 2015 aufgestellt, um an die erste Namensgeberin der Uferpromenade, Prinzessin Luise von Schönburg-Waldenburg, zu erinnern. Die erste Namensgebung war Ausdruck der Dankbarkeit der Bürger gegenüber der Mildtätigkeit der Mutter des Prinzen Ulrich und der Wirtschaftsweise ihrer Gutsherrschaft. Ausführung: Steinmetz Menzel |
| Ruhland               | Karte | Schützen-Gedenktafel an der Schießhalle                                                                         | Gedenktafel für im Ersten Weltkrieg gefallene Schützen an der Schießhalle | >1920      | Gedenktafel für 5 im Ersten Weltkrieg gefallene Schützen an der Schießhalle Ortrander Straße |
| Ruhland               | Karte | Sängerlinden-Gedenkstein                                                                                        | Sängerlinden-Gedenkstein                                                  | 2016       | Sängerlinden -Gedenkstein am Ortseingang Ruhland, Berliner Straße, Ecke Elsterbogen. Die Sängerlinden im Amt Ruhland sind ein Geschenk des Gemischten Chores Schwarzbach anlässlich des 12. Amtssängertreffens und 15. Neugründungsjahres. Die Sängerlinde des Gemischten Chores Ruhland wurde am 29. September 2011 am Stadteingang (Elsterbogen / Berliner Straße) gepflanzt und die Geschenk-Beigabe, eine Schiefer-Platte mit Hinweis auf das 12. Amtssängertreffen, neben dem Baum angebracht. Etwas nördlich wurde wenig später die des Männergesangvereins 1846 Ruhland gepflanzt. Am 8. April 2016 wurde eine neu gestaltete Tafel aus Schiefer an eine Granitplatte angebracht (Design Andrea Gudera, Berlin, www.baumwollfreund.de). |
| Ruhland               | Karte | Sowjetischer Ehrenfriedhof mit Ehrenmal                                                                         | Sowjetisches Ehrenmal                                                     | >1945      | Sowjetisches Ehrenmal und Ehrenfriedhof Dresdener Straße |
| Schönburgsau          | Karte | Turner-Denkmal am Geschwister-Scholl-Weg                                                                        | Turner-Denkmal am Geschwister-Scholl-Weg                                  | <1938      | (Zweites) Turner-Denkmal im „Ehrenhain“ (das erste Turnerdenkmal wurde am Original-Standort durch eine Granitstele ersetzt). Beide sind Denkmale für die im Ersten Weltkrieg gefallenen Turner des Vereins |
| Schönburgsau          | Karte | weitere Bilder                                                                                                  | Turner-Denkmal in der Ortrander Straße an der Turnhalle                   | 1922       | Das erste Turnerdenkmal wurde 1922 vom Turnverein „Gut-Heil 1864“ im „Ehrenhain“ aufgestellt und steht heute in der Ortrander Straße an der Turnhalle |